# مصطفی صالحی‌نژاد
مصطفی صالحی‌نژاد (انگلیسی: Mostafa Salehinejad؛ زاده ۲۱ مارس ۱۹۸۱) یک بازیکن فوتبال اهل ایران است.